# MK-ULTRA

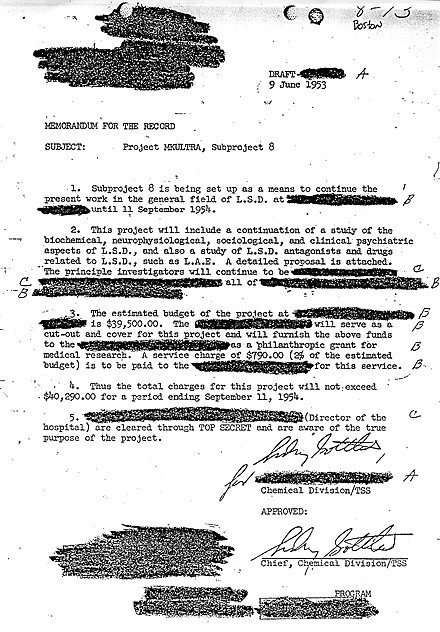
Goedkeuring van MK-ULTRA

Project MK-ULTRA (ook wel MKULTRA) is de codenaam voor een serie geheime experimenten van de CIA met betrekking tot hersenspoeling, chemische verhoormethoden en hypnose.
MK-ULTRA werd/wordt gerund door de afdeling Directorate of Science & Technology en kwam in ieder geval in de jaren vijftig en zestig van de 20e eeuw verschillende keren aan het licht. Er zijn bewijzen gevonden voor onder meer het gebruik van verschillende soorten chemicaliën (medicatie en drugs) en methoden om hersenfuncties en gemoedstoestanden te manipuleren.

## De achtergrond van het project
De CIA (en voorheen de OSS) was sinds de Tweede Wereldoorlog op zoek naar technieken om personen totaal te kunnen beheersen. Ze hadden in hun spionagewerk last van leugenaars en misleiders, en waren dus op zoek naar een waarheidsserum, ze hadden last van personen die te veel wisten en waren daarom op zoek naar een middel dat personen specifieke gebeurtenissen kon laten vergeten. Uiteindelijk kwam MK-ULTRA voort uit een zoektocht naar de ultieme magische techniek die vrije wil kon uitschakelen. Deze techniek zou dan idealiter onwillende mensen specifieke dingen kunnen laten uitvoeren, zoals het stelen van documenten of het provoceren of vermoorden van personen.

## Het begin van MK-ULTRA
Binnen de CIA  ten tijde van de koude oorlog bestond er een "Chemical Division". Deze werd geleid door Sidney Gottlieb, een doctor in de scheikunde. Gottlieb pleitte ervoor dat de CIA een destijds nieuwe drug, genaamd LSD, zou moeten onderzoeken voor gebruik in spionage-operaties. Hij stelde voor dat de CIA een programma op zou zetten voor "the covert use of biological and chemical materials", dat hij zelf zou leiden. In 1953 werd dit voorstel goedgekeurd, en werd het programma MK-ULTRA genoemd. Het hoofd van de CIA, Allen Dulles gaf het programma een budget van $300.000 en pleitte het vrij van het financiële en juridische toezicht van reguliere CIA projecten.

## Publieke discussie
Het bestaan van MK-ULTRA werd voor het eerst publiek bekendgemaakt door het Amerikaans Congres, na onderzoek van hun Church Commissie, en door de presidentiële Rockefeller Commissie. Het onderzoek werd belemmerd doordat het toenmalige hoofd van de CIA – Richard Helms – in 1973 alle documenten met betrekking tot MK-ULTRA liet vernietigen.
Volgens de CIA is de organisatie gestopt met MK-ULTRA. Oud-CIA-agent Victor Marchetti spreekt dit in verschillende interviews (onder meer in het Britse tijdschrift Lobster) tegen. Volgens hem verspreidt de CIA routineus desinformatie en is het onderzoek naar gedachtemanipulatie doorgegaan. In Lobster noemt Marchetti het bericht dat de CIA ermee gestopt zou zijn een 'cover story', een verhaal om de waarheid te verhullen.

## Boeken over MK-ULTRA
- Operation Mind Control: Our Secret Government's War Against Its Own People - W.H. Bowart (1978)
- The Search for the Manchurian Candidate - John Marks (1979)
- Acid Dreams: The Complete Social History of LSD: The CIA, the Sixties, and Beyond - Martin Lee & Bruce Shlain (1985)
- Storming Heaven: LSD and The American Dream - Jay Stevens (1987)
- The Agency: The Rise and Decline of the CIA - John Ranelagh (1988)
- In the Sleep Room: The Story of CIA Brainwashing Experiments in Canada - Anne Collins (1988)
- Journey into Madness: The True Story of Secret CIA Mind Control and Medical Abuse - Gordon Thomas (1989)
- Wisdom's Maw - Todd Fahey (1996)
- The MK/Ultra Secret - Frank Camper (1997)
- Acid: The Secret History of LSD - David Black (1998)
- Red Cocaine: The Drugging of America and the West - Joseph Douglass (1999)
- Betrayed - Joseph Douglass (2002)
- The Men Who Stare at Goats - Jon Ronson (2004. In 2009 kwam er een filmkomedie uit gebaseerd op dit boek: The Men Who Stare at Goats.)
- 80 Greatest Conspiracies of All Time - Jonathan Vankin & John Whalin (hoofdstuk 1, 2004)
- A Question of Torture: CIA Interrogation, from the Cold War to the War on Terror - Alfred McCoy (2006)

## MK-ULTRA in de muziek
- MK Ultra - Muse (2009)
- MK Ultra - Black Rebel Motorcycle Club (2007)
- The 4th Branch - Immortal Technique (2003)
- MK Ultra - We vs. Death (2001)
- Sunset (Bird of Prey) - Fatboy Slim (2000)
- Suma and Unearthly Trance – MK Ultra (12"-split-ep 2010)
- Eminem ft. Rihanna - The Monster LP 2 - MK Ultra (The Marshall Mathers LP 2 2013)
- Toxic Holocaust - Mkultra (2013)
- Periphery - MK Ultra (Juggernaut: Alpha 2015)
- KamiKazi - Project MK Ultra (BRAINSICK MUZIK november 2015)
- Negative XP - MKUltra Victim (2019)

## Trivia
- De Netflix-serie Stranger Things is losjes gebaseerd op het MK-ULTRA-project.
- In de in 2020 uitgebrachte game Call of Duty: Black Ops Cold War wordt de protagonist (een vijandelijke spion die over geheime informatie/kennis beschikt, die voor de CIA van belang is) door de CIA met behulp van MK-ULTRA gehersenspoeld. De identiteit van de protagonist wordt daarmee gewist, waarna een alternatieve identiteit wordt aangemaakt. Door de protagonist te laten geloven dat hij een bondgenoot is, hoopt men toegang te krijgen tot de geheime informatie/kennis waarover hij beschikt.